# 2010년 필에어 렛 L-410 추락 사고
2010년 8월 25일 콩고 민주 공화국 반둔두 반둔두 공항 근처에서 항공기 추락 사고가 발생하였다. 추락 원인은 불분명하며, 연료 부족 또는 기내의 악어 탈출 등의 이유가 꼽히고 있다.

## 항공기
항공기는 912-CCN으로 등록되어 있으며, 1991년에 제작된 렛 L-410 터보렛 (건설 번호 912608)이다. 일반적으로 최대 19명의 승객을 태운다.

## 사고
항공기는 은돌로 공항에서 반둔두 공항까지 운항하고 있었다. 현지 시간으로 13시 (UTC 12시)에, 항공기는 반둔두 공항의 활주로에서 약 1 킬로미터 떨어진 민가에 추락했다. 지상에 있던 민간인은 아무도 사망하거나 부상입지 않았다. 비행기 탑승자 21명 중 한 명명만이 생존하였다. 지역 라디오 오카피는 항공기가 반둔두 공항에 착륙하기 위한 연료가 부족했다고 보도했으나, 필에어는 150 리터의 등유가 아직 항공기 안에 있다고 하였으여 기술적인 문제로 추락했다고 단언했다. 죽은 사람의 대부분은 콩고 사람이었다. MONUC의 병사들은 충돌 현장에 처음 도착한 사람이었으며, 연료 부족에 대한 최초의 가설을 뒷받침하는 폭발은 일어나지 않았다고 보고 했다.
한 명의 생존자는 더플 백에 숨겨진 악어가 기내로 탈출했다고 주장했다. 겁 먹은 승객들은 악어에서 멀리 떨어져 비행기 앞쪽으로 움직였다. 이것은 항공기의 무게와 균형에 영향을 미치며 통제가 불가능해졌다고 주장했다.

## 같이 보기
- 내셔널 항공 102편 추락 사고